# کپرون (اکلاهما)
کپرون(به انگلیسی: Capron) شهری در ایالت اکلاهما کشور ایالات متحده آمریکا است که جمعیت آن در سرشماری سال ۲۰۱۰ میلادی، ۲۳ نفر بوده‌است.